# Goleo VI

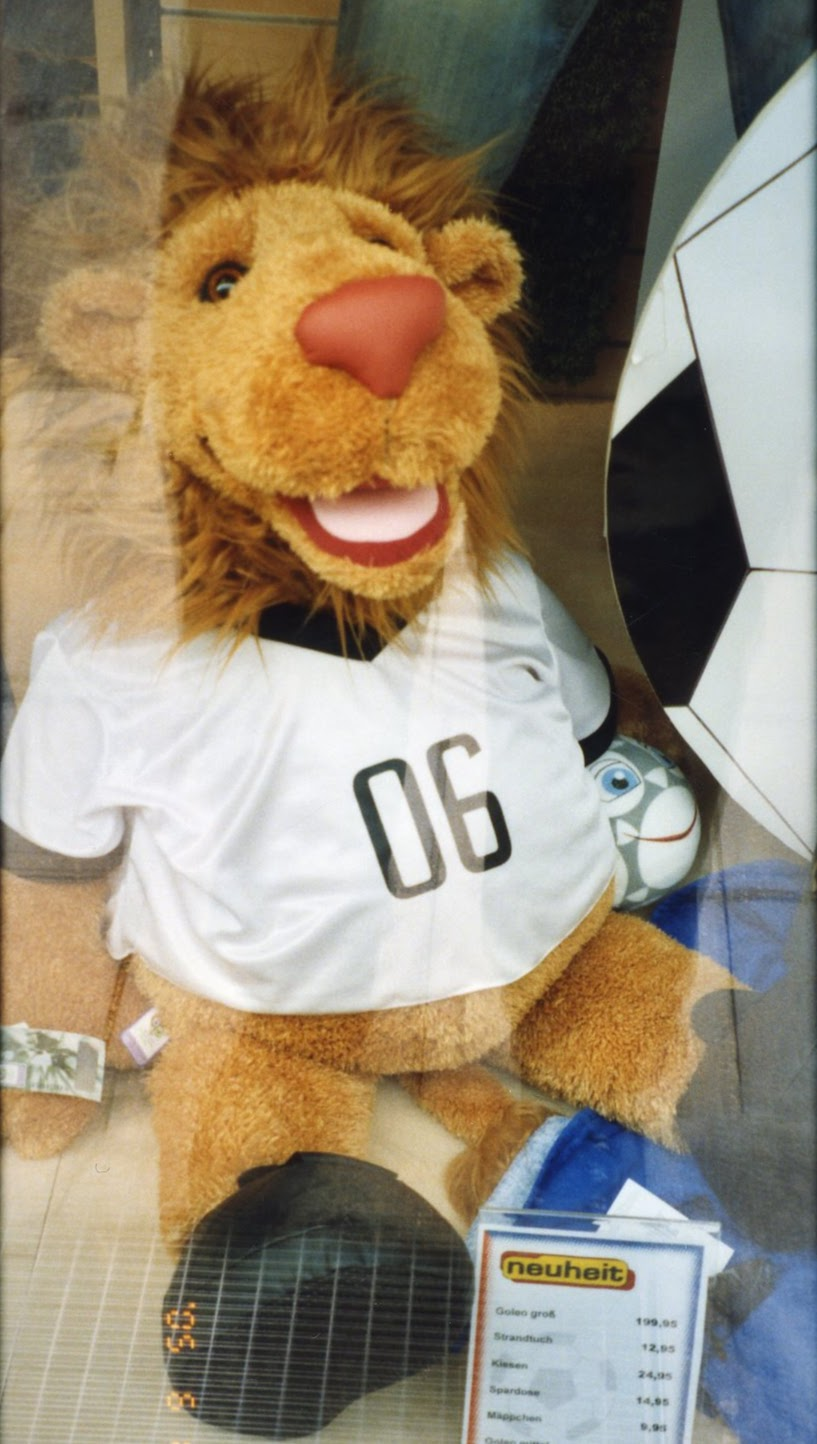
Das Maskottchen Goleo VI mit dem Ball Pille

Goleo VI war das offizielle Maskottchen der Fußball-Weltmeisterschaft 2006 in Deutschland. Es stellte einen Löwen (lat. leo, „Löwe“) dar, der einen sprechenden Fußball namens Pille (lat. pila „Ball“) in der Hand hält.

## Goleo
Goleo war mit einem Fußballtrikot bekleidet und dennoch hosenlos, dafür aber mit Fußballschuhen ausgestattet.
Der Name enthält mehrere fußballbezogene Wortspiele, zum einen war indirekt das englische Wort goal (in anderen Sprachen auch gol, beides dt. Tor) enthalten (Goleo → „Goal-eo“) und zum anderen der spanische Ausruf Olé (Goleo → „G-olé-o“). Außerdem ist der Name ein Mix aus dem englischen Wort go (los; geh) und dem lateinischen leo (Löwe), also ist der Name Goleo ein Anfeuerungsruf: „Los Löwe!“ Der Zusatz „der Sechste“ bzw. „VI“ in römischen Zahlen erweckt Assoziationen zum WM-Jahr 2006 zu König Fußball.
Weiterhin existiert auf der FIFA-Website eine fiktive Biografie der Figur, demnach kam Goleo zu seinem Namen, als sein Vater ihn angeblich beim Fußballspielen immer mit „Go, Leo, Go!“ anfeuerte. Der Titel „der Sechste“ gehe demnach darauf zurück, dass der Entwurf von Goleo bei der Endrunde des Castings zum offiziellen Maskottchen an sechster Stelle vorgestellt wurde.
Gespielt wurden Goleo und Pille durch vier Teams von professionellen Puppenspielern. Als erste Besetzung für Goleo galt Martin Paas, der unter anderem in der Sesamstraße mitwirkt. Die Koordination von Goleo galt als schwierig, da die Außensicht nicht durch die üblichen Gucklöcher erfolgte, sondern durch eine Kamera in Goleos Augen sowie einem Kameramann, und die Bilder in den Innenraum auf einen LCD-Monitor übertragen wurden. Trotz seiner Körperlänge von 2,30 m war jedoch Goleo VI erstaunlich beweglich. Dies stellte er u. a. beim Torwandschießen gegen Franz Beckenbauer und Pelé unter Beweis.
Die Figur wirkte im Video zum Lied Love Generation von Bob Sinclar und Gary 'Nesta' Pine mit, das jedoch nicht das offizielle Lied zur WM war. Außerdem trat Goleo gemeinsam mit Lumidee und Fatman Scoop mit dem Lied Dance! auf.

## Pille
Pille war Goleos sprechender Begleiter in Form eines Fußballs. Der sprechende Ball wurde über eine zweite Person per Fernsteuerung bewegt.
Der Ausdruck „Pille“ (eine Verballhornung des lateinischen Wortes für „Ball“, „pila“) bezeichnete in der Schülersprache seit den 1920er Jahren umgangssprachlich einen Fuß- oder Handball. Der Begriff verlor in den letzten Jahrzehnten an Popularität, ist in einigen Teilen Deutschlands jedoch weiterhin verbreitet.

## Herstellung
Goleo wurde von Mitarbeitern der durch die Muppets und die Sesamstraße bekannten Jim Henson Company hergestellt. Er soll ca. 250.000 € gekostet haben und war ein Unikat.
Der fränkische Spielwarenhersteller NICI, der lizenzierter Hersteller von Goleo-Figuren für Europa war, meldete noch am 16. Mai 2006 vor Beginn der Weltmeisterschaft Insolvenz an. Das geringe Kaufinteresse an Goleo – statt der erwarteten Erlöse in Höhe von 35 Millionen Euro wurden nur 14 Millionen Euro bei 3,5 Millionen Euro Lizenzgebühren erzielt – war allerdings nicht Ursache der Insolvenz, sondern hatte nur die ohnehin prekäre finanzielle Situation des Unternehmens verschärft.

## Kritik
In der Öffentlichkeit stieß das Maskottchen auf wenig Begeisterung. Besonders ein überdrehter erster Auftritt in der Fernsehsendung Wetten, dass..? am 13. November 2004 führte zu Hohn und Spott in den Medien. Showmaster Thomas Gottschalk fragte, ob Goleos Großmutter ein Lama gewesen sei, die Süddeutsche Zeitung lästerte, Goleos Schwanz gleiche „einer vom Hurrikan gebeutelten Palme Floridas“, andere sprachen kurz vom „langen Elend“ oder „Zottelvieh“. Ein vernichtendes Urteil fällte der Designer Erik Spiekermann im Magazin Der Spiegel mit der Aussage, Goleo verdiene „Strafpunkte für Dummheit“. Auch dass die Figur keine Hose trug, führte in manchen Ländern zu Irritationen.
In der Ausgabe Juni 2006 schrieb die Zeitschrift Öko-Test, dass die Goleo-Puppe Dibutylzinn-Verbindungen – Substanzen, die das menschliche Immunsystem und die Fruchtbarkeit beeinträchtigen können – enthalte. Dagegen klagte der Hersteller NICI vor dem Landgericht Coburg, mit der Aussage, dass das Plüschtier der europäischen Spielzeugrichtlinie entspreche. Unter Strafandrohung eines Ordnungsgeldes von bis zu 250.000 Euro oder einer Ordnungshaft wurde Öko-Test daraufhin untersagt, weiterhin zu behaupten, dass der von NICI produzierte WM-Löwe gesundheitsgefährdende Schadstoffe enthalte.